# Hryców
Hryców (ukr. Гриців, Hryciw) – osiedle typu miejskiego na Ukrainie w rejonie szepetowskim obwodu chmielnickiego.
Pod rozbiorami siedziba gminy Hryców w powiecie zasławskim guberni wołyńskiej. 
Bunt chłopów z okolic Hrycowa, aresztowanie i uwięzienie przez nich w pałacu Grocholskich okolicznej szlachty dnia 23 listopada 1918 roku, opisane są w Pożodze Zofii Kossak.
Podczas okupacji hitlerowskiej, w sierpniu 1941 roku Niemcy utworzyli getto dla żydowskich mieszkańców. Przebywało w nim około 500 osób. Wiosną 1942 roku Niemcy zlikwidowali getto, a Żydów zamordowano na miejscu a część wywieziono do getta w Starokonstantynowie. 
W Hrycowie urodził się Wojciech Beuth (1891–1940), major administracji (piechoty) Wojska Polskiego.

## Pałac
Hryców był rezydencją Marcina Grocholskiego, który w 1782 roku wzniósł piętrowy murowany pałac w stylu Ludwika XV. Obiekt kryty był dachem czterospadowym. Od frontu miał portyk. Obiekt otaczał ogród z kaplicą rzymskokatolicką wybudowaną w stylu gotyckim.
W miejscowości znajdują się neogotycka kaplica i cerkiew unicka.